# Szlif fasetkowy
Szlif fasetkowy – rodzaj szlifu jubilerskiego, polegający na wykonaniu na kamieniu płaskich powierzchni (zwanych fasetkami).
Zasadą szlifu fasetkowego jest obróbka kamienia w ten sposób, aby cały został pokryty symetrycznymi płaszczyznami. Koronę kamienia może wieńczyć największa fasetka – tafla. Przez powierzchnię tafli przenikają promienie świetlne do podstawy kamienia zwanej szpicem, który odbija promienie jak lustro, kierując je z powrotem przez fasetki korony i taflę – daje to efekt brylancji (zostanie on osiągnięty tylko wówczas, jeśli ułożenie fasetek będzie miało właściwy kąt dla danego kryształu, a spód kamienia jest szpiczasty). Prawidłowe kąty fasetek należy przyjmować na podstawie tabeli kątów krytycznych dla poszczególnych rodzajów kryształów. Jeśli kąty krytyczne nie będą przestrzegane, promienie świetlne nie powrócą przez fasetki i taflę – ulęgną rozproszeniu i zanikowi, a kryształ będzie „martwy”.
Liczba i kształt fasetek określają rodzaj szlifu, który dobiera się tak, by wydobyć z kamienia jego najkorzystniejsze cechy. Chcąc to osiągnąć, trzeba z matematyczną dokładnością ustalić rozmiar, liczbę i kąty nachylenia fasetek. Surowy kryształ jest najpierw rozłupywany lub piłowany, następnie obtaczany na tokarce, by nadać mu zaokrąglony kształt. Fasetki są nacinane i szlifowane stopniowo. W końcu kamień otrzymuje ostateczny poler przed oprawieniem.
Szlif ten stosuje się do obróbki kamieni przezroczystych o czystym zabarwieniu.
Składa się on:
- z górnej części – korony
- cienkiego pasa rozdzielającego –  rondysty
- z dolnej części – podstawy

## Formy szlifu fasetkowego
- szlif rozetowy – pierwsza forma szlifu fasetkowego, w którym układ faset przypomina wygląd kwiatu róży, a podstawa jest płaska[1]
- szlif brylantowy – kamienie o zarysie okrągłym. Uchodzi za największe osiągnięcie sztuki szlifierskiej. Stosuje się go wszędzie tam, gdzie jest to możliwe.
- szlif schodkowy – kamienie o zarysie kanciastym. Naklada się na kamienie przezroczyste o "odcieniach pośrednich", gdzie znaczącą rolę odgrywa podkreślenie barwy.
- szlif mieszany – bardzo różne ich wzajemne kombinacje. Stanowi połączenie szlifu fasetkowego i gładkiego. W górnej (lub dolnej) części kamień szlachetny uzyskuje fasetki, zaś druga część jest gładka – wyokrąglona lub płaska.
- szlif – gwiazda – w odróżnieniu od szlifu brylantowego charakteryzuje się tym, że fasetki gwiazdy są jednocześnie fasetkami głównymi (w formie trójkątów ułożonych do tafli rondysty).
- szlif krzyżowy (nożycowy) – polega on na układzie trójkątnych fasetek w koronie i w podstawie; czasem łączy się ze szlifem schodkowym.
- szlif angielski – charakterystyczną cechą jest mniejsza liczba fasetek gwiazdowych i krzyżowych (łącznie 17 fasetek). Podstawa składa się z koletu, czterech fasetek pawilonu i ośmiu fasetek krzyżowych wokół rondysty. Jest to prosty, stosunkowo łatwy szlif, dobry dla wielu odmian kamieni.
- szlif francuski – odmiana szlifu angielskiego. Charakteryzuje się formą kwadratową zarówno korony jak i rondysty oraz odmienną budową podstawy w formie prostokątnych rowów o jednakowym kącie jak krawędź korony. Zaletą tego szlifu jest możliwość wykorzystania ładnych płaskich kamieni.
- inne stare formy szlifu: szlif amerykański, jubileuszowy, stary brylantowy, paron, ósemka, szesnastka, kropla, markiza, zygzak, gwiazda „cairo”, gwiazda „super light”.